# A Change Would Do You Good
Singles de Sheryl Crow
Hard to Make a Stand (1997) Home (1997)
Clip vidéo
(en) [vidéo] « A Change Would Do You Good (officiel) (réalisation : Michel Gondry) », sur YouTube
Pistes de Sheryl Crow
Maybe Angels
(1) Home
(3)
 A Change Would Do You Good est une chanson de l'autrice-compositrice-interprète américaine Sheryl Crow. Ce titre constitue le quatrième single et de l'album Sheryl Crow de 1996. À la manière d'une liste à la Prévert, la chanson dresse une suite de propositions décousues censées décrire les changements à opérer dans une vie.
A Change... est devenu le troisième single de l'album à entrer dans le top cinq au Canada, où il atteint la deuxième place, et escalade les classements britanniques jusqu'à la huitième place.

## Linguistique du titre
A Change Would Do You Good prononcé en anglo-américain : [ə t͡ʃænd͡ʒ wʊd du jə gʊd] peut se traduire, d'une manière sourcière, par Du changement te ferait du bien ou bien de façon plus cibliste : C'est du changement qu'il te faudrait ».

## Paroles et contextualité

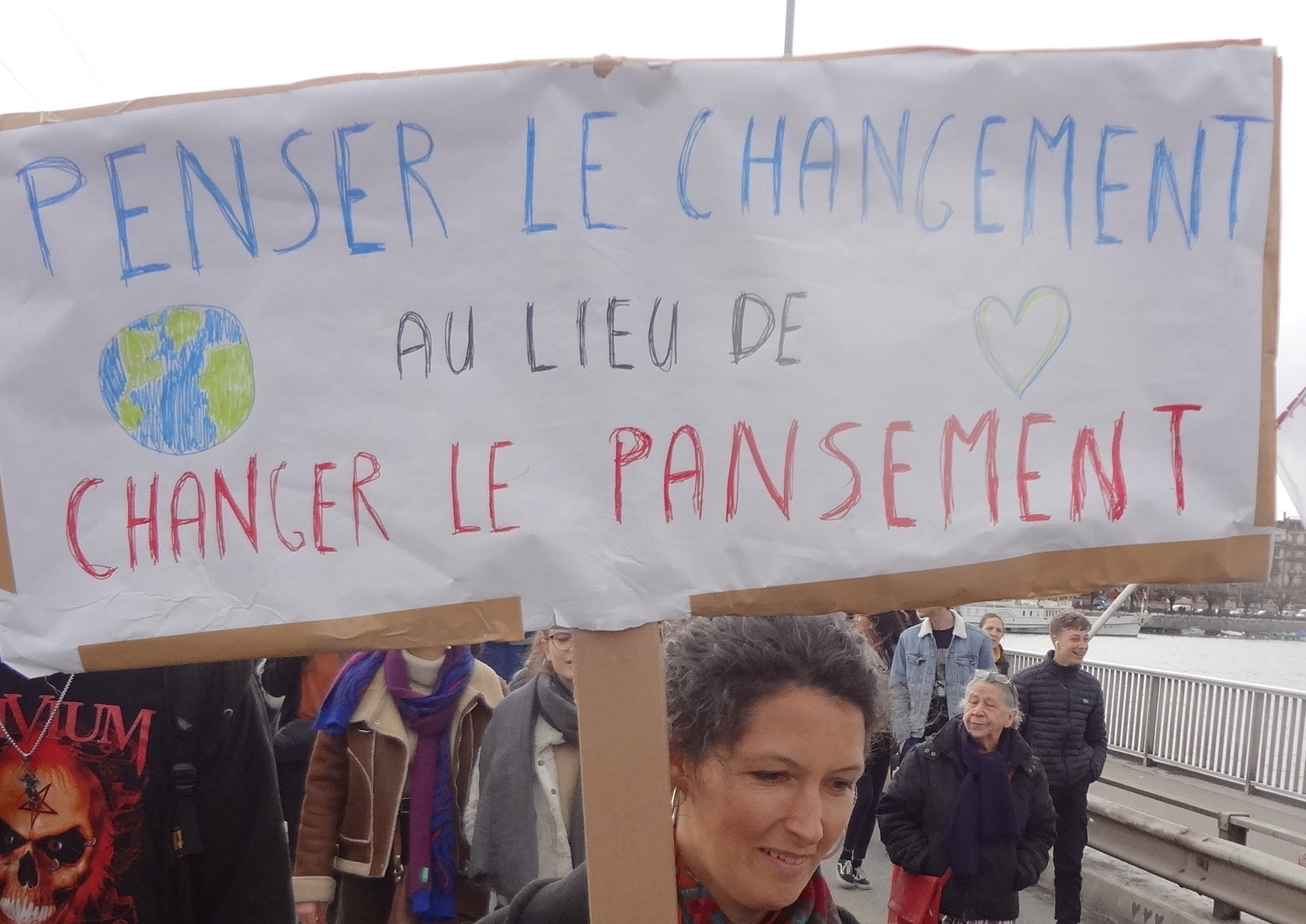
Slogan de manifestants à Genève (Suisse, 2019)

Dans une interview accordée à Songfacts, le guitariste Jeff Trott révèle que la chanson a été écrite à la Nouvelle-Orléans lors d'un séjour de six mois avec les co-auteurs Sheryl Crow et Brian MacLeod. Le groupe décide de créer une chanson en s'inspirant de la musique soul classique, en particulier des Staple Singers et de Mavis Staples. Finalement, le trio se retrouve avec tellement d'idées de paroles que, pour les choisir, ils ont recours au tirage au sort, avec des paroles tirées du chapeau. Ils rassemblent les phrases compatibles pour donner de la cohérence au tout.
La chanson présente des paroles, pour la plupart, abstraites, mais elles fonctionnent de concert pour mettre en évidence les changements nécessaires d'une vie. Chaque vers porte aussi une signification. Selon Trott, le premier couplet parle du producteur de musique Bill Bottrell, qui est parti au milieu de la production de l'album, provoquant la colère de Sheryl Crow. Trott a admis que même désobligeantes, les paroles étaient plus ludiques que féroces..Le deuxième couplet est inspiré par Madonna - qui venait de commencer à atténuer son image sex lors de la conception de la chanson - ainsi que quelques autres personnes qui n'ont pas été nommées. Sheryl Crow tenait à consacrer le dernier couplet sur elle-même non sans avoir dû convaincre Trott et MacLeod auparavant.

## Le regard des critiques
Larry Flick de Billboard a écrit : « L'album éponyme actuel de Sheryl Crow semble engagé jusqu'aux genoux dans les diffusions radio. Le troisième single de l'ensemble est encore un autre titre accrocheur et contagieux à l'ambiance joyeuse et festive des chansons autour du feu de camp, mais avec le genre de paroles mordantes et intelligentes qui élèvent Crow à des hauteurs stratosphériques par rapport à la ribambelle de chanteuses à guitare qui se bousculent au portillon. Il ne fait aucun doute que les programmeurs pop / rock grand public s'arracheront ce champion à diffuser d'urgence,. »
Un critique de Music Week note la chanson 3/5, tout en déclarant que « Crow évolue maîtresse en ses terres : un soupçon de son country ma non troppo,. »
David Sinclair du Times décrit le morceau comme une « rengaine typique à mi-tempo livré dans le ton qu'il faut, à l'accentuation traînante, drue mais sexy de la chanteuse,. »

## Vidéoclips
Il existe plusieurs vidéoclips pour ce titre. Le premier clip, réalisé par Sheryl Crow et Lance Acord, montre la chanteuse se tenant au milieu de Gay Street à New York, guitare çà la main tandis qu'une seconde Sheryl Crow jette ses affaires (voire elle-même à la fin)  depuis la fenêtre d'un immeuble d'habitation. Cette version, tournée en noir et blanc, apparaît dans le DVD The Very Best of Sheryl Crow.
La deuxième vidéo, réalisée par Michel Gondry, montre une Sheryl Crow à la Samantha Stephens de la sitcom fantastique Ma Sorcière bien-aimée. Elle change la vie des personnages, comme un chauffeur de taxi et une ado chanteuse de groupe de garage. Parmi les invités notables figurent Mary Lynn Rajskub, Heather Matarazzo, Jeff Garlin, Ellen DeGeneres, Molly Shannon, Andy Dick et Toby Huss . Cette vidéo apparaît dans la compilation du DVD Michel Gondry 2: More Videos (Before and After DVD 1). Le clip se fait conspuer par la critique en raison du trop grand nombre de dialogues par-dessus la chanson, voire mettre en boîte par TV Guide. La vidéo est reproposée par la suite dans une version retravaillée avec moins de dialogues parasites.
La dernière vidéo est extraite d'une interprétation live sur VH1.

## Interprétation scénique
En 2008, Sheryl Crow interprète cette chanson au bal inaugural du président Obama pour les États du Midwest. Elle reprendra également ce titre pour son album live Sheryl Crow and Friends: Live from Central Park.

## Crédits et collaborateurs
Les crédits sont extraits des notes de pochette du CD1 britannique et du livret de l'album Sheryl Crow,.

### Studios
- Enregistré aux Kingsway Studios (Nouvelle-Orléans, en Louisiane) et Sunset Sound (Los Angeles, en Californie, États-Unis)
- Masterisé à Gateway Mastering ( Portland, dans le Maine, États-Unis)

### Équipe
| - Sheryl Crow – écriture, orgue Hammond, basse, production - Jeff Trott – écriture, guitares acoustiques - Brian MacLeod – écriture, loop - Davey Faragher – basse à la fuzz box | - Todd Wolfe – guitare électrique - Trina Shoemaker – enregistrement - Tchad Blake – mixage - Bob Ludwig – mastering |

## Disponibilités du titre
| - single CD1 Royaume-Uni et CD Australasie, 1. A Change Would Do You Good 2. Hard to Make a Stand (live from Shepherd's Bush Empire) 3. On the Outside (live from Shepherd's Bush Empire) 4. A Change Would Do You Good (live from Shepherd's Bush Empire) - CD2 Royaume-Uni 1. A Change Would Do You Good 2. Everyday Is a Winding Road (live from Shepherd's Bush Empire) 3. Can't Cry Anymore (live from Shepherd's Bush Empire) 4. Leaving Las Vegas (live from Shepherd's Bush Empire) | - CD3 Royaume-Uni 1. A Change Would Do You Good 2. Everyday Is a Winding Road 3. If It Makes You Happy 4. Hard to Make a Stand - Single CD 2-titres Europe 1. A Change Would Do You Good (version LP) – 3:50 2. Hard to Make a Stand (live from Shepherd's Bush Empire) – 4:23 |